# Monaco aux Jeux olympiques de la jeunesse d'hiver de 2012
Monaco a participé aux Jeux olympiques de la jeunesse d'hiver de 2012 à Innsbruck en Autriche du 13 au 22 janvier 2012. L'équipe monégasque était composée de trois athlètes dans deux sports.

## Médaillés
| Médaille | Nom                       | Sport     | Épreuve           | Date       |
| -------- | ------------------------- | --------- | ----------------- | ---------- |
| Bronze   | Rudy Rinaldi Jeremy Torre | Bobsleigh | Bob à deux hommes | 22 janvier |

## Résultats

### Ski alpin
Monaco a qualifié un homme en ski alpin.
Homme
| Athlète       | Épreuve      | Finale        | Finale          | Finale          | Finale          |
| Athlète       | Épreuve      | Manche 1      | Manche 2        | Total           | Rang            |
| ------------- | ------------ | ------------- | --------------- | --------------- | --------------- |
| Bryan Pelassy | Slalom       | 48 s 19       | N'a pas terminé | N'a pas terminé | N'a pas terminé |
| Bryan Pelassy | Slalom géant | 1 min 06 s 17 | 1 min 01 s 56   | 2 min 07 s 73   | 33              |
| Bryan Pelassy | Super-G      |               |                 | 1 min 16 s 51   | 38              |
| Bryan Pelassy | Combiné      | 1 min 13 s 58 | 45 s 16         | 1 min 58 s 74   | 30              |

### Bobsleigh
Monaco a qualifié un duo d'athlètes pour participer à l'épreuve de bob à deux.
| Athlète                   | Épreuve           | Finale   | Finale   | Finale        | Finale |
| Athlète                   | Épreuve           | Manche 1 | Manche 2 | Total         | Rang   |
| ------------------------- | ----------------- | -------- | -------- | ------------- | ------ |
| Rudy Rinaldi Jeremy Torre | Bob à deux hommes | 54 s 65  | 54 s 66  | 1 min 41 s 39 | 3      |